# Cuarta Expedición Antártica Francesa

Mapa de la Antártida que muestra el conocimiento que se tenía del continente en 1914.

La Cuarta Expedición Antártica Francesa fue una expedición antártica francesa, la segunda dirigida por el médico y explorador francés Jean-Baptiste Charcot que se desarrolló entre el 15 de agosto de 1908 y el 4 de junio de 1910 a bordo del navío Pourquoi-Pas?. Realizó una exploración general del mar de Bellingshausen y descubrió islas, además de otros hallazgos, entre los que se incluyen la bahía Margarita, la isla Charcot, la isla Renaud, la bahía Mikkelsen y la isla Rothschild.

## Expedición
Charcot encontró menos dificultades para preparar esta expedición que la primera. La Academia de Ciencias, el Museo de Historia Natural y el Instituto Oceanográfico concedieron su patronazgo a la expedición así como el Gobierno francés subvencionó también a la misma.
En esta ocasión, Charcot embarcó tres trineos a motor del constructor De Dion Bouton.
El presupuesto total de la expedición ascendió a 750.000 francos-oro.
La expedición exploró el mar de Bellingshausen y el mar de Amundsen, y descubrió la Tierra de Loubet y la isla Charcot.
En 1908, la  expedición visitó las compañías balleneras noruegas y la chilena en la Isla Decepción, en esta última para aprovisionarse de carbón. Un informe de Charcot dice:

Hablo extensamente con el señor Andresen, quien me proporciona datos útiles e interesantes. Hay aquí, en Decepción, tres compañías de balleneros: una chilena y dos noruegas; pero aparte de algunos maquinistas chilenos, los doscientos habitantes actuales de la estación son noruegos. Una de las dos compañías noruegas, tiene como pontón-fábrica un vapor de 2000 toneladas aproximadamente, y llega de las Malvinas; la otra posee dos fragatas de tres palos, viejos veleros que han llegado del Cabo de Buena Esperanza, remolcados por sus pequeñas chalupas de vapor y, en fin, la Sociedad Ballenera de Magallanes, la mejor montada, tiene como pontón-fábrica el vapor de 3000 toneladas sobre el que nosotros estamos (Buque Factoria Gobernardor Bories)...

Charcot, deseando materializar sus agradecimientos a Adolfo Andresen y la Sociedad Ballenera de Magallanes al proveerlo de treinta toneladas de carbón y de víveres a fin de que continuara con su expedición, nombró
a una isla descubierta en la costa Loubet como Isla Andresen.
El invierno de 1909 lo pasó en una cueva al sureste de la isla Petermann, en un lugar conocido como Puerto de la Circuncisión ya que se desembarcó en el lugar el 1 de enero de 1909, día de la circuncisión de Jesús en el calendario litúrgico católico.
A comienzos de enero de 1909, el Pourquoi-Pas? golpeó un arrecife a nivel del mar y su quilla resultó dañada. Después de más de un día de trabajo, el navío pudo ser reparado.
En 1909 fueron descubiertas la isla Renaud, la costa Fallières, nombrada en honor del Presidente de la República Francesa en ese momento, las islas Mikkelsen, la isla o el cabo Pavie, de la que no se pudo determinar su insularidad, la isla Adelaida y la isla Millerand.

## Lista de miembros de la expedición

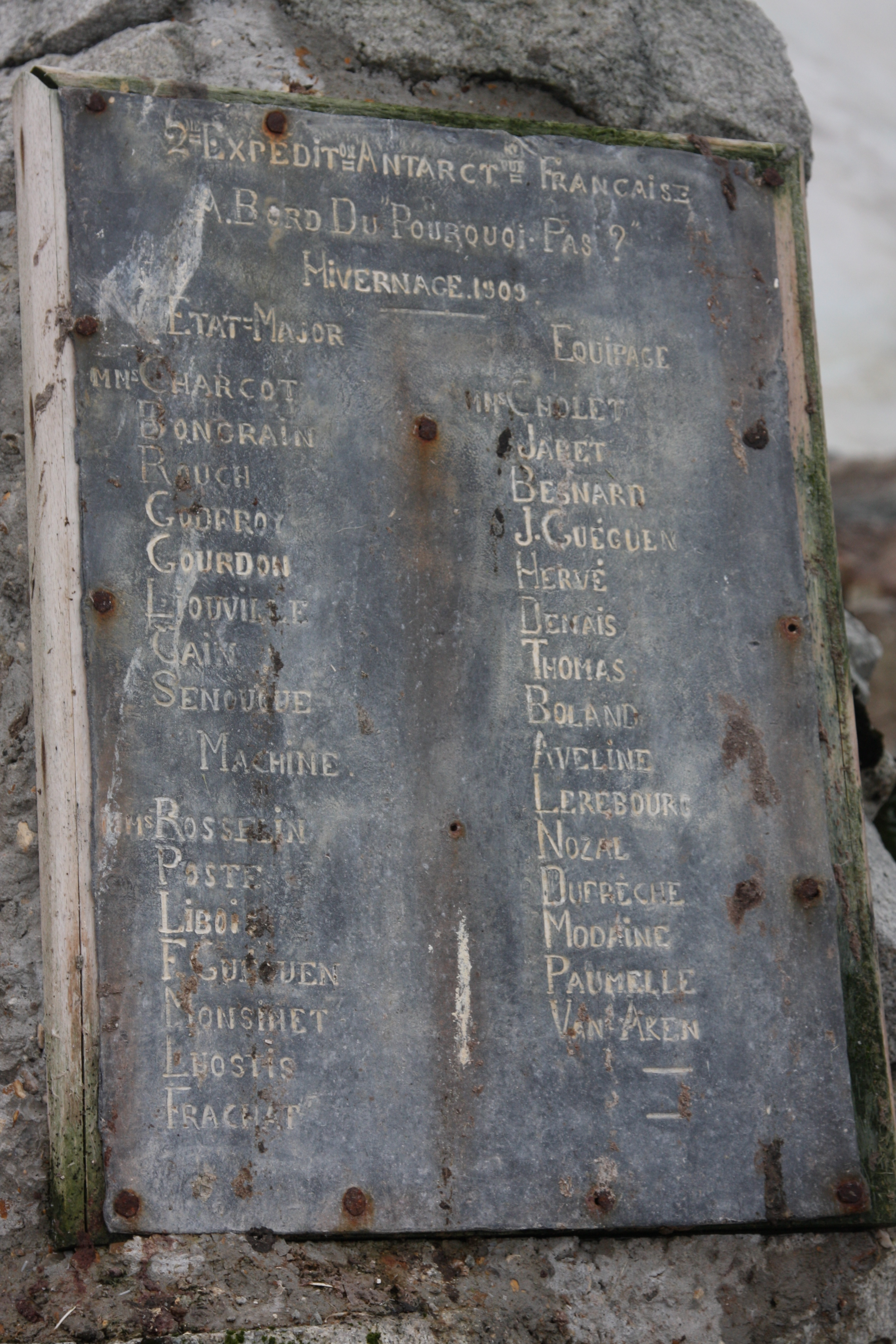
Placa en homenaje a los miembros de la expedición en la isla Petermann.

- - Jean-Baptiste Charcot, Comandante de la expedición. Bacteriólogo.
  - M. Bongrain. Segundo comandante. Astrónomo, hidrógrafo y sismólogo.
  - J. Rouch. Alférez de navío. Meteorólogo, oceanógrafo.
  - R.-E. Godfroy. Alférez de navío.
  - E. Gourdon. Geólogo y glaciólogo.
  - Jacques Liouville. Médico y zoólogo. Sobrino de Charcot.
  - L. Gain. Zoólogo y botánico.
  - A. Senouque. Fotógrafo
  - E. Cholet. Patrón.
  - J. Jabet. Contramaestre.
  - J. Besnard. Segundo contramaestre.
  - J. Guégen. Marinero.
  - Hervé. Marinero.
  - Thomas. Marinero.
  - Dufrèche. Marinero.
  - Lerebourg. Marinero.
  - Aveline. Marinero.
  - Denais. Marinero.
  - Nozal. Estudiante de la marina mercante.
  - Boland. Estudiante de la marina mercante
  - F. Rosselin. Jefe de mecánicos.
  - Poste. Segundo mecánico.
  - F. Guégen. Fogonero.
  - Monzimet. Fogonero.
  - Lhostis. Fogonero.
  - F. Libois. Fogonero y carpintero.
  - Frachat. Mecánico.
  - Modaine. Cocinero.
  - R. Paumelle.
  - Van Acken.[5]